# Rehm-Flehde-Bargen
Rehm-Flehde-Bargen er en by og kommune i det nordlige Tyskland, beliggende i Amt Kirchspielslandgemeinden Eider i den nordlige del af Kreis Dithmarschen. Kreis Dithmarschen ligger i den sydvestlige del af delstaten Slesvig-Holsten.

## Geografi
Kommunen ligger mellem Heide og Lunden og består af bydelene Rehm, Flehde og Bargen. I kommunen ligger Naturschutzgebiet Mötjenpölder, Mötjensee.